# Гълъби
Гълъби (Columba) са род птици, включващ средно големи видове от семейство Гълъбови.
Родът произлиза от Стария свят, но някои видове са интродуцирани и другаде, например в Америка.

## Описание
Дължината на крилата на гълъбите е между 20 и 27 cm, а теглото им достига 200 – 650 грама. Разпространени са най-вече в Евразия, Африка и Австралия. Скалният гълъб е най-разпространеният вид от този род – той се среща на всички континенти.

## Значение за човека
Хора опитомяват дивия скален гълъб преди повече от 5000 години. До днешно време гълъбовъдите са създали над 800 породи домашни гълъби, различаващи се по цвят, форма на тялото и предназначение.
Домашни гълъби се отглеждат за месо, разнасяне на поща, аерофотография и други цели.

## Видове
Родът включва 35 вида:
- Columba albinucha
- Columba albitorques
- Columba argentina
- Columba arquatrix
- Columba bollii
- Columba delegorguei
- Columba elphinstonii
- Columba eversmanni
- Columba guinea
- Columba hodgsonii
- Columba iriditorques
- Columba janthina
- † Columba jouyi
- Columba junoniae
- Columba larvata
- Columba leucomela
- Columba leuconota
- Columba livia
- Columba malherbii
- Columba oenas
- Columba oliviae
- Columba pallidiceps
- Columba palumboides
- Columba palumbus
- Columba pollenii
- Columba pulchricollis
- Columba punicea
- Columba rupestris
- Columba sjostedti
- Columba thomensis
- Columba torringtonii
- Columba trocaz
- Columba unicincta
- † Columba versicolor
- Columba vitiensis

По-рано в рода са включвани и видовете от рода Patagioenas, които са разпространени в Америка.